# Ulrich Hasenkamp
Ulrich Hasenkamp (* 1949) ist ein deutscher Wirtschaftsinformatiker und Hochschullehrer. 

## Werdegang
Nach dem Abitur studierte Hasenkamp ab 1967 zunächst Wirtschaftswissenschaften an der Universität Bochum. 
Seine weitere Ausbildung vollzog sich anschließend an der Universität Köln, wo er 1973 den Studiengang Betriebswirtschaftslehre als Diplom-Kaufmann und 1976 Wirtschaftspädagogik als Diplom-Handelslehrer abschloss. Seine Promotion zum Dr. rer. pol. erfolgte 1979 (Thema der Doktorarbeit: Simulation von Rechnernetzen). 1988 erwarb er die Habilitation mit einer Arbeit zum Workflowmanagement.
Hasenkamp war von 1973 bis 1988 wissenschaftlicher Assistent am Lehrstuhl für Informatik und ging 1982 für ein Jahr als Postdoc an das IBM Research Laboratory in San José, Kalifornien.
1989 folgte er einem Ruf an die Philipps-Universität Marburg und lehrte dort bis zum 30. September 2014 die Studienfächer Allgemeine Betriebswirtschaftslehre und Wirtschaftsinformatik. Schwerpunktmäßig befasst er sich mit dem Forschungsgebiet Computer Supported Cooperative Work.
Gemeinsam mit dem Wirtschaftsinformatiker Peter Stahlknecht veröffentlichte er das Lehrbuch Einführung in die Wirtschaftsinformatik, welches als eines der Standardwerke auf diesem Gebiet gilt.

## Sonstiges
Neben seiner Tätigkeit als Hochschullehrer war er von 1992 bis 2000 Chefredakteur der Zeitschrift Wirtschaftsinformatik. 
Hasenkamp ist verheiratet und Vater von zwei Töchtern.

## Publikationen (Auswahl)
- Peter Stahlknecht, Ulrich Hasenkamp, Ulrich: Einführung in die Wirtschaftsinformatik. 11. Auflage, Springer, Berlin 2005, ISBN 3-540-01183-8.
- Peter Stahlknecht, Ulrich Hasenkamp: Arbeitsbuch Wirtschaftsinformatik. 4. Auflage, Springer, Berlin 2006, ISBN 3-540-26361-6.